# Етугол
Етугол (в верховье Танклукарасу) — река в России, протекает по Кош-Агачскому району Республики Алтай. Устье реки находится в 18 км по левому берегу реки Аргут. Длина реки составляет 10 км.
Высота устья — 856 м над уровнем моря.

## Данные водного реестра
По данным государственного водного реестра России относится к Верхнеобскому бассейновому округу, водохозяйственный участок реки — Катунь, речной подбассейн реки — Бия и Катунь. Речной бассейн реки — (Верхняя) Обь до впадения Иртыша.